# Textrix rubrofoliata
Espèce
Synonymes
- Textrix intermedia Wunderlich, 2008

Textrix rubrofoliata est une espèce d'araignées aranéomorphes de la famille des Agelenidae.

## Distribution
Cette espèce se rencontre en Italie, en France et en Espagne.

## Description
La carapace du mâle holotype mesure 2,9 mm de long sur 1,6 mm et l'abdomen 2,6 mm de long.

## Systématique et taxinomie
Cette espèce a été décrite par Pesarini en 1990.
Textrix intermedia a été placée en synonymie par Bolzern, Wunderlich et Hänggi en 2023.

## Publication originale
- Pesarini, 1990 : « Textrix rubrofoliata, nuova specie di agelenide di Sicilia (Araneae, Agelenidae). » Atti della Società Italiana di Scienze Naturali e del Museo Civico di Storia Naturale di Milano, vol. 131, p. 221-224.